# Campodorus micropunctatus
Campodorus micropunctatus là một loài tò vò trong họ Ichneumonidae.